# Ella no es ella
«Ella no es ella» es una canción compuesta y grabada por el cantante español Alejandro Abad. Es conocida por haber sido la representante de España en el Festival de la Canción de Eurovisión 1994, celebrado en Dublín.
La canción fue interpretada la noche de festival, siguiendo a la representante de Austria Petra Frey con «Für den Frieden der Welt» y precediendo a la húngara Friderika Bayer con «Kinek mondjam el vétkeimet?». Al cierre de la votación, recibió 17 puntos, ubicándose en el puesto 18 de un total de 25 concursantes.
Fue sucedida como candidata española en el certamen de 1995 por Anabel Conde con la canción «Vuelve conmigo».